# Branson West
Branson West és una població dels Estats Units a l'estat de Missouri. Segons el cens del 2000 tenia 408 habitants.

## Demografia
Segons el cens del 2000, Branson West tenia 408 habitants, 136 habitatges, i 107 famílies. La densitat de població era de 84,2 habitants per km².
Dels 136 habitatges en un 41,2% hi vivien nens de menys de 18 anys, en un 60,3% hi vivien parelles casades, en un 12,5% dones solteres, i en un 21,3% no eren unitats familiars. En el 15,4% dels habitatges hi vivien persones soles el 2,9% de les quals corresponia a persones de 65 anys o més que vivien soles. El nombre mitjà de persones vivint en cada habitatge era de 3 i el nombre mitjà de persones que vivien en cada família era de 3,31.
Per edats la població es repartia de la següent manera: un 31,9% tenia menys de 18 anys, un 9,6% entre 18 i 24, un 30,6% entre 25 i 44, un 19,4% de 45 a 60 i un 8,6% 65 anys o més.
L'edat mediana era de 31 anys. Per cada 100 dones de 18 o més anys hi havia 101,4 homes.
La renda mediana per habitatge era de 31.250 $ i la renda mediana per família de 30.313 $. Els homes tenien una renda mediana de 20.179 $ mentre que les dones 17.188 $. La renda per capita de la població era de 12.326 $. Entorn del 9,3% de les famílies i el 12,2% de la població estaven per davall del llindar de pobresa.

## Poblacions més properes
El següent diagrama mostra les poblacions més properes.